# توفان آتش

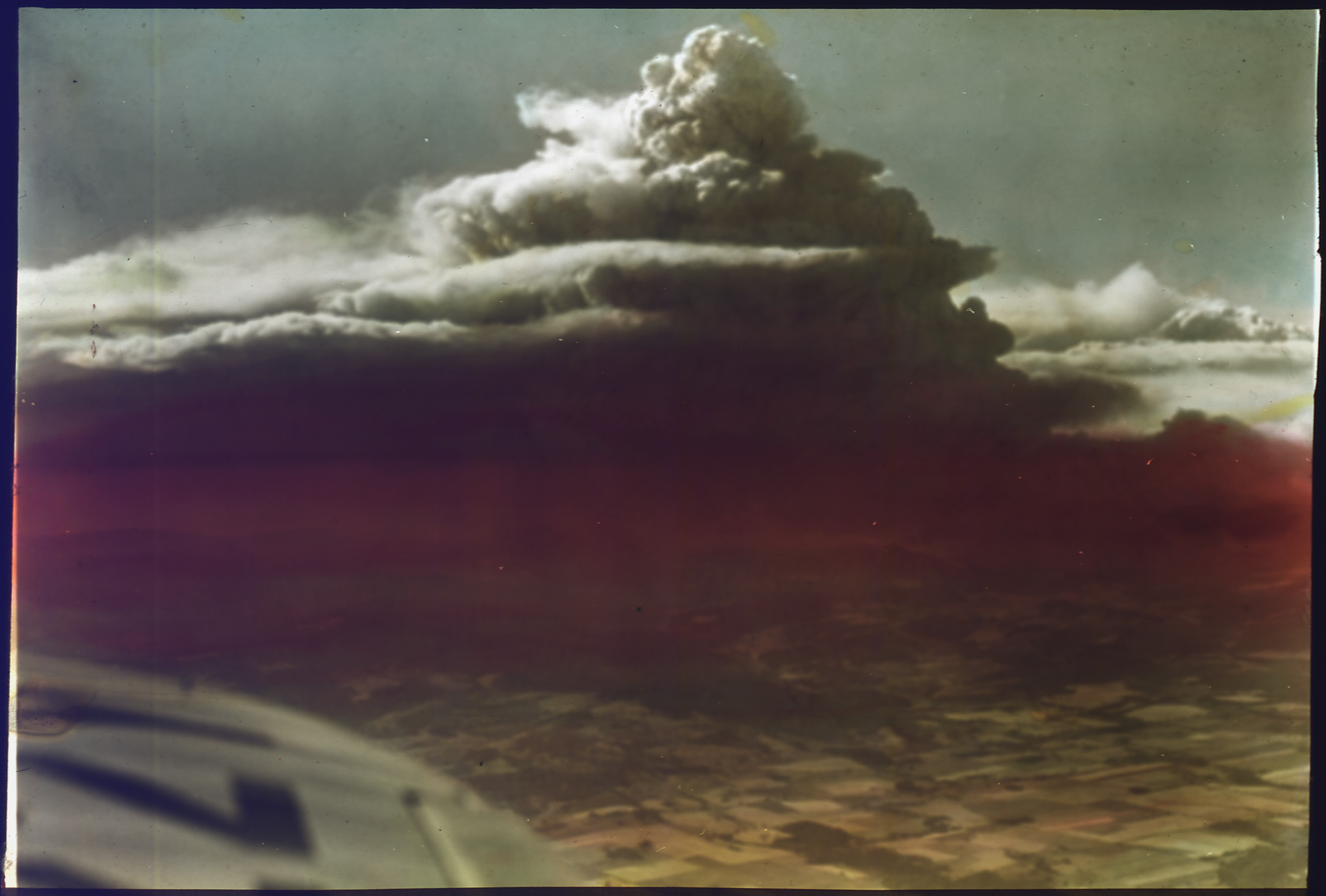
نمایی از یکی از آتش‌سوزی‌های Tillamook Burn در اوت ۱۹۳۳

توفان آتش (به انگلیسی: Firestorm)، نوعی آتش‌سوزی است که چنان شدت می‌یابد که سیستم باد خود را ایجاد می‌کند و حفظ می‌کند. این معمولاً یک پدیده طبیعی است که در طی برخی از بزرگترین آتش‌سوزی‌های جنگل و بیشه ایجاد می‌شود. اگرچه این اصطلاح برای توصیف برخی آتش‌سوزی‌های بزرگ استفاده شده‌است،  ویژگی تعیین‌کننده این پدیده، آتشی با بادهای توفانی خاص خود از هر نقطه قطب‌نما به سمت مرکز توفان است، جایی که هوا گرم می‌شود و سپس به سمت بالا می‌رود.

نمایی از توفان آتش: (۱) آتش، (۲) جریان بالارونده، (۳) بادهای تند، (الف) ابر pyrocumulonimbus

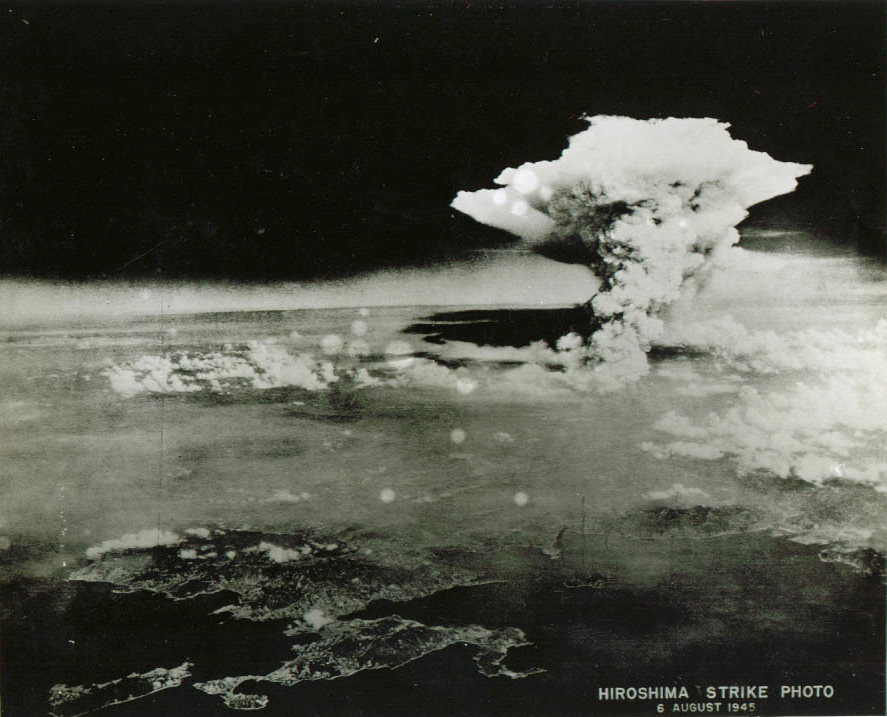
توفان آتش پس از بمباران هیروشیما